# Jos Verstappen
Johannes Franciscus "Jos" Verstappen (født 4. marts 1972 i Montfoort) er en hollandsk racerkører, der er bedst kendt for sine otte sæsoner i Formel 1, fra 1994 til 2003. Verstappen har kørt 107 Formel 1-Grand Prix'er, og hans bedste resultater er to tredjepladser i debutsæsonen 1994.
Hans søn, Max Verstappen, kører lige nu i Formel 1

## Tidlige karriere
Verstappen begyndte sin racerkarriere i karting, da han var 8 år. I 1984 blev han hollandske juniormester. Han havde succes og vandt to europæiske titler.
I slutningen af 1991 begyndte han at køre bilracerløb. Han kørte i Formel Opel Lotus og vandt europamesterskabet i sin første sæson, hvorpå han fik en kontrakt til at køre i Formel 3 med Van Amersfoort Racing. Han havde også vundet Marlboro Masters og det Tyske Formel 3-mesterskab i 1993.

## Formel 1-karriere

### Før Formel 1
Verstappens første Formel 1-test var den 28. september 1993, da han testede for Footwork Arrows sammen med brasilianerne Gil de Ferran og Christian Fittipaldi. Verstappen satte en tid på 1:14.45 og havde kørt over 65 omgange. Det var en meget imponerende resultat for en første test. Efter sin første test blev han kontaktet alle teams undtagen Ferrari og Williams.

### 1994: Benetton
Han kom ind hos Benetton som holdets testkører. Men da finnen J.J. Lehto blev skadet i en ulykke i testen før sæsonen, kom Verstappen til at vikariere i de to første løb i sæsonen.

### 1995-2003
Han kørte i perioden for holdene; Simtek, Footwork Arrows, Tyrell og i 1998 tog han over for danske Jan Magnussen hos det skotske hold Stewart, dernæst test og resverve hos HONDA og så tilbage til Arrows. Hans sidste sæson i Formel 1 var Minardi, som nu hedder Scuderia AlphaTauri, hvor hans søn Max fik debut